# Капиларни хемангиом код деце
Капиларни хемангиом код деце, инфантилни хемангиом, јувенилни хемангиом или младеж у облику јагоде у детињству један је од најчешћих доброћудних (бенигних) тумора орбите у детињству који погађа до 5% одојчади млађих од једне године. Може бити површна промена, у облику црвене, подигнуте лезија, или може бити дубока промена, у облику тамноплава лезија која се може проширити у орбиту или може представљати обе горе наведене компоненте. Капиларни хемангиоми који захватају очне капке могу изазвати астигматску анизометропију и амблиопију, што узрокује озбиљан губитак вида ако се промена не лечи. Дијагноза се поставља клинички, али у екстензивним случајевима снимање помаже да се разграничи обим захватачености орбите. Природни ток капиларног хемангиома је почетно повећање у првој години живота праћено спонтаном регресијом у наредним годинама. Имајући ово у виду терапија се започиње само за лезије које угрожавају вид (од амблиопије, експозицијске кератопатије, оптичке неуропатије). Тренутна терапија прве линије су системски и локални бета-блокатори. Други облиици терапије укључују кортикостероиде (орални и у виду ињекција), хируршку ексцизију и евентуално емболизацију. Ретко, капиларни хемангиоми могу бити повезани са системским хемангиомима или другим стањима као што је PHACES синдром (удружена група поремећаја коју карактерише велики инфантилни хемангиом (бенигни тумор, који се појављује као знак јагоде) на лицу детета, темену и врат, заједно са комбинацијом дефеката у мозгу, крвним судовима, очима, срцу и грудима.

## Епидемиологија
Капиларни хемангиом код деце најчешћи је доброчудни периорбитални тумор у детињству. Присутан је у до 5% свих новорођенчади.
Капиларни хемангиоми су чешћи код превремено рођене деце и код девојчица. Мушко:женски однос хемангиома је 3:1.
Инциденца хемангиома орбите и очних капака је 1/10 од системских хемангиома, који се јављају код 10% све деце до прве године живота.
Капиларни хемангиом код деце у 40% лезија потпуно инволуира до 4. године, а у 80% до 8. године.

## Анатомске локације
Капиларни хемангиом код деце који се обично класификује према својој локацији, најчешће се налазе на кожни или екстракутано у поткожном ткиву. Учесталост кожних хемангиома на одређеним местима је следећа:
- глава и врат - 60%
- труп - 25%
- екстремитети - 15%

Капиларни хемангиом код деце може се јавити и на очном капку или обрви, са нешто већом склоношћу за горњи капак. У односу на захваћеност очног предела капиларни хемангиом код деце могу се проширити и на орбиту. 

## Етиопатогенеза
Капиларни хемангиоми се класификују као хамартоми, или абнормална пролиферација нормалног ткива на нормалној локацији, односно ендотелним ћелијама. Могу се појавити и пре рођења, а затим имају тенденцију да спонтано регресирају у првој или другој години живота. Међутим, најчешће се јавља након рођења и развијају се у две фазе: прва је оток, када расте, а друга, спорије — повлачење које траје годинама.
Хистолошки, изглед ових лезија зависи од стадијума еволуције тумора. Ране лезије могу бити ћелијске, са чврстим накупинама дебелих ендотелних ћелија и малим васкуларним луменом. Ове ендотелне ћелије бенигног изгледа производе ограничене структуре базалне мембране. Хемангиоми попримају лобуларну архитектуру јер се пролиферација успорава и завршава. Чини се да мастоцити утичу на овај процес и да су умешани у промоцију артериола и вена за храњење које снабдевају сваку лобулу. Такође су пронађени у високим концентрацијама током инволуције.
Тврдокорна лезије се састоје од добро развијеног, спљоштеног, ендотелијумом обложеног капиларним каналима различитих величина у лобуларној конфигурацији.
Инволутивне лезије показују повећану фиброзу и хијалинизацију зидова капилара са оклузијом лумена.

## Клиничка слика
Клиничку слику капиларног хемангиома карактерише појава након рођења, или у првих 6 месеци живота (30% присутно при рођењу, 50% до 1-2 месеца и 90% до 6 месеци). Одређена деца имају вишеструке хемангиоме на телу. Локализовани су у 60% случајева на глави и врату, у 25% на трупу и у 15% на екстремитетима.
Клинички, хемангиом се може представити као кожна, поткожна или орбитална лезија:
- Кожних лезија, се састоји од масе која је подигнута, нодуларна и светло црвена,
- Поткожна лезија може изгледати тамноплава или љубичаста.
- Орбитална лечија која се протеже у орбиту може изазвати проптозу, без налаза на кожи изнад ока.

Често се капиларни хемангиом може повећати и/или променити боју током плача; а кожна лезија може избледети од притиска и може имати сунђерасту конзистенцију при палпацији. Међутим, капиларни хемангиоми су без пулсирања и немају плаветнило.
Капиларни хемангиоми горњих капака могу изазвати механичку птозу. Ово може довести до смањене оштрине вида у облику амблиопије услед индуковане астигматске анизотропије, страбизма или ретко оклузије самог капка.
Астигматична анизометропна амблиопија је најчешћи узрок оштећења вида и резултат је директног притиска на рожњачу од стране задебљаног очног капка. Депривациона амблиопија се јавља када растући капиларни хемангиом прекрије визуелну осу. 
Страбизам се може јавити ако орбитални хемангиом има масовни ефекат на глобус изазивајући померање или захвата екстраокуларне мишиће.

## Дијагноза
Биопсија коже се може урадити ако је дијагноза у питању након детаљне анамнезе и физичког прегледа. Ови хемангиоми се равномерно позитивно боје на транспортер глукозе 1 (ГЛУТ-1) током фазе пролиферације и фазе инволуције.
Иако је дијагноза клиничка код кожних лезија, ултразвук треба користити да би се приказао степен периорбиталног захвата. Ако се сумња на дубље проширење хемангиома, онда се могу користити ЦТ или МРИ. 
На ултразвуку, капиларни хемангиом показује високу унутрашњу рефлексивност са неправилним акустичним структурама. 
На ЦТ, лезија показује слаб проток без поремећаја околног ткива и ерозије костију; што је уочљивије применом контраста. 
У студијама магнетне резонанце (МРИ), капиларни хемангиоми могу изгледати као добро ограничени тумори са густо лобулацијом. На Т1-пондерисаном МРИ, капиларни хемангиом је средњег интензитета сигнала, али је умерено хиперинтензиван на Т2-пондерисаним сликама због спорог протока крви кроз васкуларне канале. Маса тумора може се повећати након ињекције контраста гадолинијума, тако да слике треба да имају супресију масти на Т1 пондерисаним сликама да би се тумор боље визуелизовао. 
Ангиографија се ретко користи као дијагностички алат за капиларне хемангиоме.
Следеће лабораторијске студије су испитиване као могући маркери пролиферације и диференцијације хемангиома.
- фактор раста васкуларног ендотела (ВЕГФ) у серуму
- фактор раста бета-фибробласта у мокраћи
- металопротеиназе уринарног матрикса (ММП)

## Диференцијална дијагноза
Диференцијално дијагностички капиларне хемангиоме требало би разликовати од:
- Старџ-Веберовог синдрома неурокожног поремећај за који су карактеристичне неуролошке тегобе као што су: главобоље, заостајање у развоју, ментална ретардација и епилептички напади, аномалије лица као што је мрља боје порто вина и глауком, као најчешћа очна манифестација.[12]
- Хемангиом горњег капака.
- Лимфангиом или друге васкуларне малформације.
- Метастатских неуробластома.

## Терапија
Огромна већина капиларних хемангиома код деце не захтева никакву медицинску или хируршку интервенцију.  Капиларни хемангиоми се могу лечити на различите начине у зависности од локације хемангиома, колико је велики и да ли изазива проблеме са видом или не. Најчешће опције лечења клинички значајних хемангиома укључују:лекове, ласерску хирургију и инцизију.

### Терапија лековима
Пропранолол  је лек који се користи за срчана обољења и припада породици лекова из групе бета блокатора.  Пропранолол који се сада користи као прва линија лечења капиларних хемангиома. обично се узима орално (на уста) и генерално је безбедан лек.  Дететов пулс и крвни притисак треба пратити на почетку лечења и то може захтевати кратак боравак у болници. Показало се да су и други бета блокатори као што је атенолол безбедни и корисни у лечењу хемангиома. Ако је хемангиом површан или мали, онда се бета блокатор даје у облику капи за очи, као што је тимолол (који се такође користи за лечење глаукома), а могу се утрљати и директно на кожу хемангиома уместо да узимате лек на уста.
Стероиди се такође могу користити за лечење хемангиома. Слично бета-блокаторима, врста стероида који се користи зависи од величине и локације хемангиома. Стероиди се могу давати на уста, убризгавати директно у хемангиом или нанети на површину коже хемангиома. Стероидни лекови могу имати нежељене ефекте укључујући слаб раст детета, катаракту, глауком и оклузију централне артерије ретине.

### Лаерска хирургија
Ласерски третмани се понекад могу користити на танким хемангиомама и на површинском слоју коже. Ласер може помоћи у заустављању раста хемангиома, смањењу његове величине или промени његове боје.
Најшире коришћени пулсни ласер са бојом и пумпом ефикасн је за лечење улцерисаних хемангиома и танких површинских хемангиома. Многи улцерисани хемангиоми реагују смањеним болом (понекад већ неколико дана након почетног лечења), брзом реепителизацијом и убрзаном инволуцијом..
Ласери се најчешће користе на подручјима која ће вероватно довести до значајног функционалног или психолошког утицаја (нпр прсти, очи, усне, врх носа, уши, лице)  
Ласерски третмани се обично изводе сваке 2-4 недеље до потпуног излечења. 
Нежењена дејства
Након ласерских третмана може доћи до:
- ожиљака или заосталих промена на кожи
- погоршања улцерације, посебно дубоких или комбинованих површинских и дубоких лезија

### Хируршка инцизија
Традиционална операција инцизијомм за уклањање хемангиома може бити добар третман за мале, добро дефинисане хемангиоме који се налазе непосредно испод површине коже.
За хируршку ексцизију пролиферирајућих хемангиома потребни су посебно обучени хирурзи због ризика од крварења и оштећења виталних структура.
Рана хируршка ексцизија може спасити живот, сачувати вид или елиминисати козметички унакажену лезију.

## Прогноза
Обично се еволуција капиларних хемангиом код деце завршава до седме године. Обично брзо расту до старости од 12 месеци, а затим почињу да се смањују између 12 и 15 месеци старости.  Већина нестаје скоро потпуно до 5 или 6 година, а дубљи хемангиоми остављају ожиљке .
Иако су хемангиоми обично безначајни,  понекад унутрашњи хемангиоми могу пореметити функцију органа и чак изазвати срчану инсуфицијенцију. Површни хемангиоми су понекад толико „незгодно” лоциране да се често повређују и крваре, а онда могу да се инфицирају.